# Jörg Lucke
Jörg Lucke (Berlín, 7 de enero de 1942) es un deportista de la RDA que compitió en remo.
Participó en dos Juegos Olímpicos de Verano en los años 1968 y 1972, obteniendo dos medallas, oro en México 1968 y oro en Múnich 1972. Ganó tres medallas en el Campeonato Mundial de Remo entre los años 1966 y 1975, y tres medallas en el Campeonato Europeo de Remo entre los años 1969 y 1973.

## Palmarés internacional
| Juegos Olímpicos   | Juegos Olímpicos          | Juegos Olímpicos  | Juegos Olímpicos   |
| Año                | Lugar                     | Medalla           | Prueba             |
| ------------------ | ------------------------- | ----------------- | ------------------ |
| 1968               | Ciudad de México (México) | Medalla de oro    | Dos sin timonel    |
| 1972               | Múnich (RFA)              | Medalla de oro    | Dos con timonel    |
| Campeonato Mundial |                           |                   |                    |
| Año                | Lugar                     | Medalla           | Prueba             |
| 1966               | Bled (Yugoslavia)         | Medalla de bronce | Ocho con timonel   |
| 1974               | Lucerna (Suiza)           | Medalla de plata  | Dos con timonel    |
| 1975               | Nottingham (Reino Unido)  | Medalla de oro    | Dos con timonel    |
| Campeonato Europeo |                           |                   |                    |
| Año                | Lugar                     | Medalla           | Prueba             |
| 1969               | Klagenfurt (Austria)      | Medalla de plata  | Cuatro con timonel |
| 1971               | Copenhague (Dinamarca)    | Medalla de oro    | Dos con timonel    |
| 1973               | Moscú (URSS)              | Medalla de plata  | Dos con timonel    |